# RS K6
Die RS K6 ist ein Kielboot mit den Eigenschaften einer Jolle.

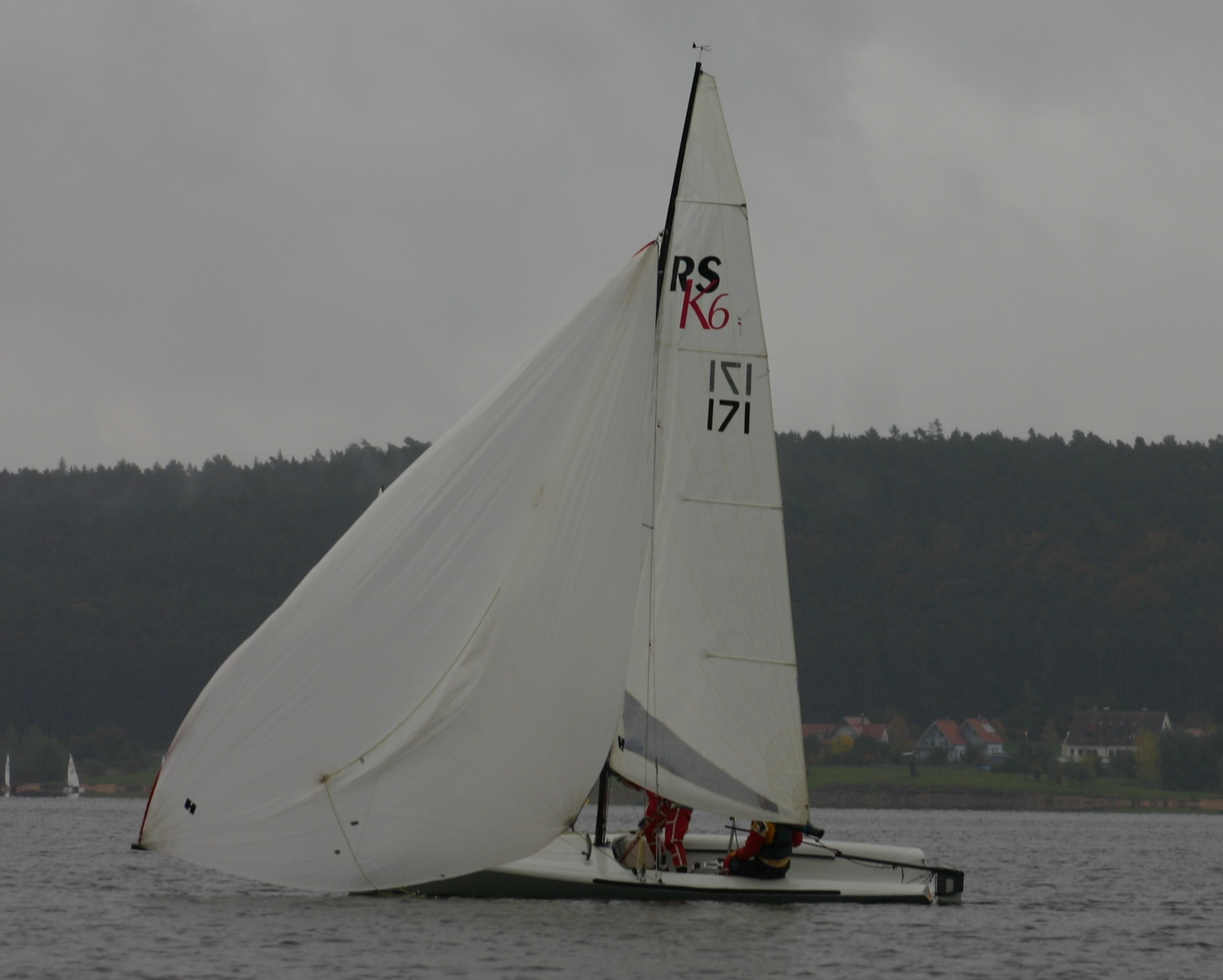
K6 auf dem Großen Brombachsee

Konstruiert wurde sie von Paul Handley und 2002 in England eingeführt. Das Ziel war es, ein Boot zu konstruieren, das sowohl sportlich ist, als auch für einen gemütlichen Sonntagnachmittag-Ausflug genutzt werden kann. Dieses Ziel ist durch die Ballastverteilung (ca. 50 % Ballast im Kiel) und die große, aber nicht überdimensionierte, Segelfläche erreicht worden.
Das Boot kann von zwei bis drei Personen gesegelt werden, auch wenn ein Teil der Crew noch unerfahren ist. Die Lasten und der Kraftaufwand sind gering. Durch den Hubkiel, der durch einen Flaschenzug am Mast hochgezogen werden kann, benötigt das Boot keinen Wasserliegeplatz und kann innerhalb von wenigen Minuten geslippt werden.
Das Boot kommt mit seinem 29 m² Gennaker und einem Gesamtgewicht von 280 Kilo ab drei Windstärken ins Gleiten und erreicht Geschwindigkeiten von weit über zehn Knoten.
Die RS K6 hat sich seit 2002 in England weit verbreitet, es gibt dort mittlerweile über 100 Boote. Darüber hinaus wird sie aktiv in den Vereinigten Staaten und in Deutschland gesegelt.